# Ivar Berger

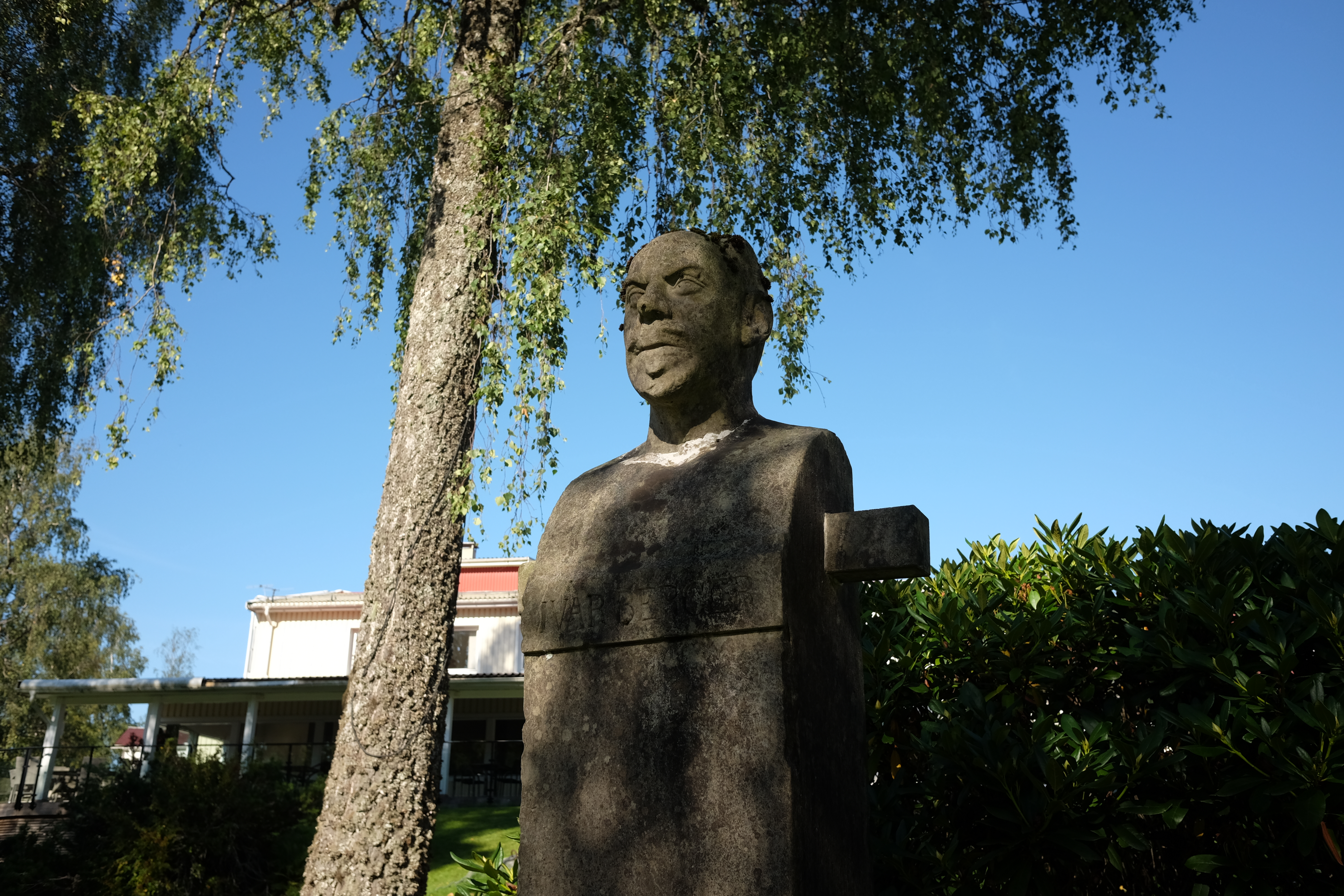
Ivar Berger-staty vid Hindåsgården i Hindås.

Ivar Theodor Berger, född 10 juni 1861 i Göteborgs domkyrkoförsamling, Göteborg, död där 30 augusti 1937
, var en svensk jurist och idrottsledare. 
Han var son till Theodor Berger. Berger blev vice häradshövding 1888, polissekreterare i Göteborg 1902 och var polisdomare där 1907–1931. 
Han medverkade vid bildandet av Göteborgs IF 1900 och var styrelseledamot av Svenska Idrottsförbundet 1902–1912.
Berger tillhörde kommittén för organiserandet av Svenska Gymnastik– och Idrottsföreningarnas Riksförbund 1903, var den drivande kraften vid utformandet av dess stadgar året därpå, var ledare för dess överstyrelse 1903–1922 och ordförande för dess stadgeutskott 1908–1912.